# 16709 Auratian
16709 Auratian este un asteroid din centura principală de asteroizi.

## Descriere
16709 Auratian este un asteroid din centura principală de asteroizi. A fost descoperit pe 29 septembrie 1995 la Observatorul Kleť de Jana Tichá. Asteroidul prezintă o orbită caracterizată de o semiaxă mare de 2,99 ua, o excentricitate de 0,11 și o înclinație de 0,7° în raport cu ecliptica.